# Alchemilla malyi
Alchemilla malyi är en rosväxtart som beskrevs av Karl Franz Josef Malý. Alchemilla malyi ingår i släktet daggkåpor, och familjen rosväxter. Inga underarter finns listade i Catalogue of Life.